# Ovis dalli
Il bighorn bianco o ariete di Dall (Ovis dalli) è una pecora selvatica che vive nelle regioni montane del Nordamerica, in un areale che si estende nei Territori del Nordovest, nella Columbia Britannica settentrionale, nel Territorio dello Yukon e nell'Alaska. Il nome della specie, Dalli, deriva da William Healey Dall (1845–1927), un naturalista americano che le studiò nel loro habitat per un lungo periodo.

## Tassonomia e genetica
La ricerca ha dimostrato che l'uso di queste designazioni di sottospecie è discutibile. L'interazione cromatica completa si verifica tra i manti bianchi e scuri della specie con popolazioni di colore intermedio, chiamate pecore Fannin (O. d. fannini), che si trovano nelle montagne Pelly e Ogilvie nel territorio dello Yukon. L'evidenza del DNA mitocondriale non ha mostrato alcuna divisione molecolare lungo i limiti delle sottospecie attuali, sebbene l'evidenza del DNA nucleare possa fornire qualche supporto. Anche a livello di specie, l'attuale tassonomia è discutibile perché l'ibridazione tra O. dalli e O. canadensis è stata registrata nella recente storia evolutiva.

## Alimentazione
Si nutre di svariati tipi di erbe e non disdegna muschi e licheni.

## Nella cultura di massa
Questa specie di ovino appare nei film d'animazione Disney Koda, fratello orso e Koda, fratello orso 2
Ne fa parte anche un esemplare di nome Pina nel manga ed anime  Beastars